# 댈러스-포트워스 도시권

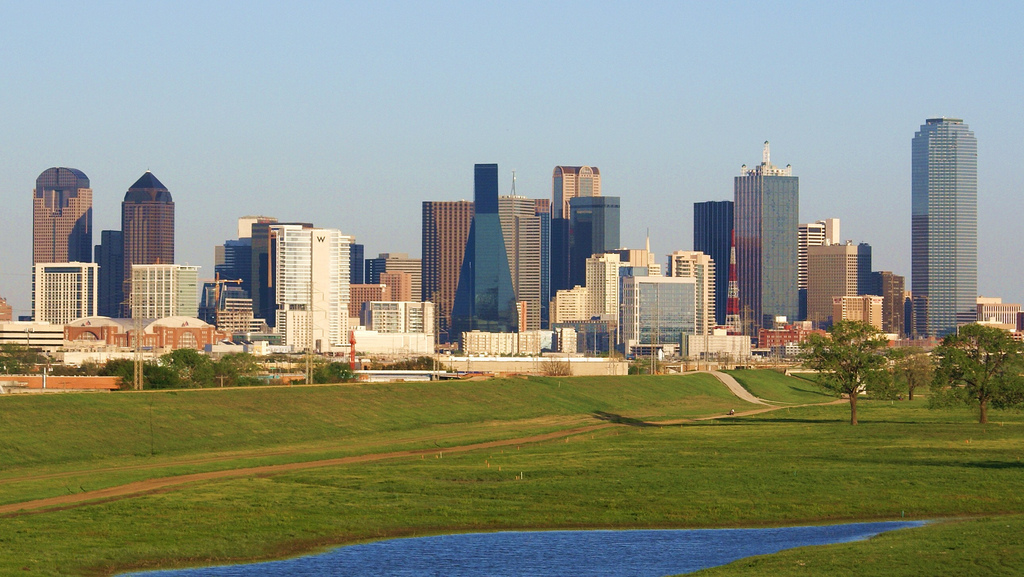

댈러스-포트워스(Dallas-Fort Worth)는 댈러스와 포트워스, 알링턴등으로 이루어진 쌍둥이 도시이자 대도시권이다.

## 같이 보기
- 텍사스주의 통계 지구